# Береговые укрепления Дунксас
Береговые укрепления Дунксас (англ. Dungcas Beach Defense Guns) — японские оборонительные укрепления линии береговой обороны времён Войны на Тихом океане. Представляли из себя туннель, вырытый в коралловом известняке утёсов с видом на пляж Дунксас на северо-восточной стороне залива Хагатна на западном берегу острова Гуам. В туннеле находились две пушки, установленные у отверстий, выходящих на пляж. Эти укрепления были построены 48-й отдельной смешанной бригадой 29-й дивизии Императорской армии Японии во время оккупации острова в 1941—1944 годах. Орудия с этой позиции, вероятно, вели огонь по десантным войскам союзников во время битвы за Гуам.
Орудия в туннеле — японские короткие корабельные пушки двойного назначения. В 1992 году они были вывезены со своих первоначальных мест для обработки от коррозии и обеспечения возможности строительства курорта Onward Beach Resort. Позднее их вернули на место, установили стеклопластиковые копии оригинальных огневых точек, а туннели разрушили. Оба орудия выставлены у бассейна курорта Onward Beach Resort по состоянию на 15 июня 2020 года.
Береговые укрепления Дунксас были внесены в Национальный реестр исторических мест США в 1976 году.